# Comocladia macrophylla
Comocladia macrophylla är en sumakväxtart som först beskrevs av Hook. & Arn., och fick sitt nu gällande namn av Lawrence Athelstan Molesworth Riley. Comocladia macrophylla ingår i släktet Comocladia och familjen sumakväxter. Inga underarter finns listade i Catalogue of Life.